# El vell fusell
El vell fusell (títol original: Le Vieux Fusil) és una pel·lícula franco-alemanya dirigida per Robert Enrico, estrenada el 1975. Ha estat doblada al català.
Inspirada en la massacre d'Orador de Glana (Oradour-sur-Glane) el 1944, triomfa en la primera cerimònia dels premis César el 1976 (César a la millor pel·lícula, César al millor actor per a Philippe Noiret, César a la millor música original per a François de Roubaix). És igualment César dels Césars el 1985.

## Argument
Poc després el desembarcament de Normandia, el juny de 1944, un metge venja la mort de la seva dona i la seva filla, salvatgement assassinades per un destacament de soldats SS que s'estaven al castell del petit poble on s'havien refugiat.
Durant la Segona Guerra Mundial, a Montauban, el 1944, el doctor Julien Dandieu, cirurgià pacifista i humanista convençut, porta una vida burgesa amb la seva esposa Clara i la seva filla Florence, nascuda d'una precedent unió. Partícipa en la Resistència francesa cuidant de manera arriscada maquis en el seu hospital, i és regularment amenaçat per la Milícia. Per tal de posar-los a recer fins al final de la guerra, envia Clara i Florence al caseriu de la Barberie, castell familiar situat prop d'un petit poble rural de la regió.
No podent suportar la seva absència, Julien decideix de trobar-los, creient-los segurs. Però en arribar, descobreix que el poble és buit. Tots els vilatans han estat reagrupats a l'església i han estat assassinats a trets. La seva inquietud envers els seus parents s'accentuarà quan descobreixi els cadàvers de la seva filla, morta a trets, i de Clara, violada – és almenys el que imagina – i cremada viva amb llançaflames, per una de les seccions de la 2a divisió SS Panzer Division Das Reich. Aquesta s'està a la regió abans d'anar a Normandia a reforçar les tropes pel Desembarcament de Normandia, travessant el poble en la seva ruta i ocupant el castell, després d'haver massacrat de manera salvatge tots els vilatans.
Destrossat, ebri de dolor i d'odi, Julien es refà a poc a poc per venjar-se després fredament i metòdicament esdevenint una temible i despietada «màquina de matar». Coneixent bé els passos secrets del castell, s'arma del vell fusell de caça que el seu pare utilitzava abans per caçar el senglar. Així, exterminarà, un per un, tots els membres de la secció SS responsables de la massacre. La seva persecució és marcada amb flashbacks descrivint els moments de felicitat viscuts amb Clara i la seva filla.
Després d'haver eliminat la majoria dels botxins nazis, i malgrat una ferida al braç, Julien arriba a complir sol – no vacil·la per això a mentir a un grup de resistents per retardar la seva intervenció – la seva venjança fins al final, matant el cap del grup amb llançaflames.
En el mateix moment, els membres de la Resistència desembarquen al petit poble. François, col·lega i amic millor de Dandieu, que es troba igualment a l'indret, el troba i el porta a la ciutat amb cotxe. Camí de tornada, Julien sembla en principi ràpid a negar la tragèdia que s'acaba de produir per finalment fondre's en llàgrimes.

## Producció

### Guió
El vell fusell  està lliurement inspirada en un fet històric real: en el moment del desembarcament de Normandia el juny de 1944, la 2a divisió SS Das Reich és cridada a reforçar Normandia. Aclaparada per les hostilitzacions dels resistents francesos que fan tot per frenar la seva progressió, sembra el terror i la mort al seu pas. Membres del 1r batalló del regiment Der Führer  cometen la massacre d'Orador de Glana (Oradour-sur-Glane) en el transcurs de la qual assassinen 642 civils, homes, dones i nens i calen foc al poble.
D'altra banda, hi ha diverses similituds entre l'ambient de plom que regnava al Llemosí el juny de 1944 i la pel·lícula.
Al començament de la pel·lícula, soldats alemanys caminen davant dels penjats, el que recorda la massacre de Tulle el 9 de juny de 1944 i de Montauban el 24 de juliol de 1944.
La tensió Maquis / Milícia / Gestapo / SS és igualment transcrita al començament de la pel·lícula.

### Casting
En un principi, el paper principal havia de ser interpretat per Lino Ventura, que ja havia rodat sota la direcció de Robert Enrico tres vegades (Les Grans Gueules, Les Aventuriers i Boulevard du rhum), però aquest últim va refusar sobre la base de la violència del guió. El paper va ser finalment confiat a Philippe Noiret, que havia rodat igualment sota la direcció d'Enrico a Le Secret. Robert Enrico va confiar igualment a Stefan Moriamez en la seva entrevista el 2002 que havia pensat en Catherine Deneuve per al paper de Clara.

### Rodatge
Dos castells van servir de decoració per a la pel·lícula: el castell de Bonaguil, a Lot-et-Garonne, i els castells de Bruniquel, a Tarn-et-Garonne. A més, diverses escenes al començament de la pel·lícula han estat rodades a Montauban.
La pel·lícula va ser igualment rodada a París; la magnífica escena de la trobada ha estat rodada a Montparnasse, al restaurant cerveseria La Closerie des Lilas.
Biarritz ha servit de decorat per a l'escena de la platja.
Romy Schneider era tan creïble en el moment de l'escena de la violació que figurants s'han sentit molt incòmodes.

## Acollida i crítica
En la seva estrena, El Vell Fusell  ha aconseguit vendre 3.365.471 entrades a França, de les quals 958 178 entrades a París, reafirmant Philippe Noiret i Romy Schneider en els seus estatus d'estrelles del cinema a França.
Es tracta de l'última pel·lícula amb música de François de Roubaix, mort tres mesos després de l'estrena. En la 1a cerimònia dels César, obté a títol pòstum el César a la millor música original. En aquesta mateixa cerimònia, la pel·lícula ha obtingut el César a la millor pel·lícula i el César al millor actor per a Philippe Noiret.
Tanmateix, la pel·lícula va dividir la crítica cinèfila. Louis Skorecki cita a Libération les paraules de Jean-Pierre Oudart que, als Cahiers du cinéma, retreu a Robert Enrico que mantingui «un discurs […] abjecte sobre l'última guerra, sobre el nazisme i Vichy» i de « fer gaudir d'una persecució que dura tres quarts d'hora ». Pren partit ell mateix, el 2001, contra la pel·lícula, afirmant: «A un li costa perdonar a Robert Enrico, servidor acadèmic del pitjor cinema francès, les indecències obscenes del Vell Fusell  ».

## Homenatges
Una al·lusió al Vell Fusell  es fa a la pel·lícula C'est arrivé près de chez vous de Rémy Belvaux i André Bonzel el 1992. En la pel·lícula, Ben, l'assassí interpretat per Benoît Poelvoorde agafa la cabellera d'un home i el mata colpint diverses vegades el seu cap contra un lavabo, reproduint així l'execució d'un dels soldats alemanys pel personatge de Philippe Noiret a El Vell Fusell . Ben subratlla llavors el seu acte macabre amb l'observació següent: 
| « | Això no li recorda res? El Vell Fusell ...? Philippe Noiret...? Bona pel·lícula. | » |

## Repartiment
- Philippe Noiret: Julien Dandieu
- Romy Schneider: Clara Dandieu
- Jean Bouise: François
- Joachim Hansen: l'oficial SS
- Robert Hoffmann: el tinent
- Karl Michael Vogler: Dr. Müller
- Madeleine Ozeray: Sra. Dandieu
- Caroline Bonhome: Florence Dandieu, amb 8 anys
- Catherine Delaporte: Florence Dandieu, amb 13 anys
- Antoine Saint-John: el soldat alemany mort a la cuina
- Jean-Paul Cisife: el cap dels milicians
- Jean-Pierre Garrigues: un intern a l'hospital

## Premis i nominacions

### Premis
- César a la millor pel·lícula
- César al millor actor per Philippe Noiret
- César a la millor música original per François de Roubaix
- Premi David di Donatello al millor actor per Philippe Noiret

### Nominacions
- César al millor director per Robert Enrico
- César al millor actor secundari per Jean Bouise
- César al millor guió original per Robert Enrico i Pascal Jardin
- César al millor so per Bernard Aubouy
- César a la millor fotografia per Étienne Becker
- César al millor muntatge per Eva Zora